# Ekonomika Jemenu
Jemen, oficiálně nazývaný Jemenská republika je stát na jihu Arabského poloostrova. Je to jeden z nejchudších států světa.

## Základní ekonomické údaje
Jemen je jeden z nejchudších států světa. Svědčí o tom i jeho HDP na 1 obyv., které činí 2500 USD (2009). Státní dluh je ve výši 23, 05 mld. USD (2009). Na tvorbě HDP se podílí 51% služby, 39,3 % průmysl, 9,7 % zemědělství. Ještě nedávno však podíl zemědělství byl určující při tvorbě HDP, ale v poslední době[kdy?] se do popředí dostávaly služby. Inflace Jemenu se pohybuje kolem 3,6 % a nezaměstnanost okolo 35%. 

## Podpora a vize jemenské ekonomiky
Pro ustálení a zlepšení ekonomiky Jemen nezbytně potřebuje období stability. Od revoluce se to ale nedaří, protože Jemen byl účastníkem spousty válek. Jemen by se tedy měl snažit nyní budovat svou ekonomiku. Washington důrazně vyzval členy Rady pro spolupráci v Perském zálivu, aby poskytly Jemenu finanční pomoc. Země GCC a další státy se tedy snažily finančně podporovat budování ekonomiky Jemenu, ale výsledkem byly jen problémy. GCC se nebudu znovu zapojovat do jejich podpory a tvrdí, že by si měli pomoci samy. Politici by měli spolupracovat ve společném zájmu budování své země a opozice by neměla pokračovat v boji proti vládě. Také se objevovaly názory, že růstu ekonomiky pomůže, když budou lidé z Jemenu pracovat v zahraničí. Tímto by došlo k úlevě jemenské ekonomiky a k její stabilizaci. Saúdská Arábie vyhostila téměř 1 milion jemenských pracovníků a společně s Kuvajtem výrazně snížila hospodářskou pomoc Jemenu. K tomu se přidaly i vnitřní politické spory a vše vyvrcholilo v roce 1994 občanskou válkou. V Jemenu také hraje velkou roli roztříštěnost území. Je velice důležité, aby Washington přijal ucelený přístup k Jemenu. Americká pomoc Jemenu se odehrává na dvou frontách. Na jedné straně je to snaha podporovat bezpečnost a minimalizovat hrozbu násilí ze stran extremistických skupin. Na straně druhé jde o zmírnění hospodářské krize, poskytování služeb, transparentnosti atd. V mnoha případech může rozvojová pomoc, vzdělávání a technické spolupráce, budování kapacit, posílení institucí a přímá finanční pomoc lépe reagovat na výzvy, než je to třeba u pomoci vojenské a bezpečnostní. Ačkoli jemenská vláda doufala v balíček podpory 11 miliard z konference ke splnění rozvojových potřeb, bylo jí slíbeno pouze 5,2 miliardy dolarů. V roce 2006 Jemenu byly zastaveny další 4,7 miliardy dolarů a výsledkem bylo pouhých 415 milionů dolarů z částky 11 miliard. Dle odhadů americké vlády se pomoc Jemenu mezi lety 2008–2011 pohybuje okolo 300 milionů dolarů. Tato výrazná snížení finanční podpory jsou způsobena selháním Jemenu v provedení hospodářské reformy, ke které se zavázal. Jemen se dále musí snažit o ekonomické reformy, protože jinak bude nadále přicházet o mezinárodní finanční podpory. Jemenská vláda ale očekává hlavně pomoc v boji s Al-Káidou. Údajně má však vláda soustředit většinu svých zdrojů a energie v boji proti rebelům v severních a jižních regionech Jemenu. 
To jsou hlavní problémy v budování hospodářství a také střední třídy, která je základem stability ekonomiky. Ekonomické problémy, chudoba a nezaměstnanost jsou ideálními podmínkami pro politické nepokoje. Jemen je nejchudší arabskou zemí a potýká se s vysokou mírou chudoby, v některých částech země jsou slabé vládní orgány, ale největším problémem Jemenu do budoucna jsou ubývající vodní a ropné zdroje.

## Ropa
Ačkoliv je Jemen velmi malým producentem ropy a nepatří mezi státy OPEC, je tato surovina nejdůležitější pro ekonomiku této země. Ropa tvoří 70 až 75% státních příjmů a téměř 90% vývozu. I přesto je Jemen závislý na zahraničních ropných společnostech, které mají výrobní dohody s vládou. Průměrně bylo v roce 2005 vytěženo 413 300 000 barelů ropy denně (65 710 000 m3/d), což byl propad z 423 700 barelů denně (67 360 m3/d) z roku 2004. Za prvních 8 měsíců roku 2006 byla ropa těžena v průměru 412 500 barelů denně (65 580 m3/d). Před 15 lety Jemen vydělal na vývozu této suroviny 1 milion USD. Světová banka předpokládá, že během roku 2010 výrazně klesnou zásoby ropy i zemního plynu a v roce 2017 by mohlo dojít k úplnému vyčerpání těchto surovin. To by bylo pro Jemen velice zásadní a v ekonomice citelné.

## Průmysl
V oblasti průmyslu má největší zastoupení zpracování ropy, což je zhruba 40% celkových příjmů v tomto sektoru. Zbývající část toho sektoru se skládá z výroby spotřebního zboží a stavebního materiálu.

## Cestovní ruch
Jak je vše uvedeno, Jemen má největší podíl na tvorbě HDP v oblasti služeb. Do budoucna chce rozvíjet oblast cestovního ruchu. Tato vize je však složitá díky špatné a omezené infrastruktuře a také jsou zde obavy o bezpečnost turistů.  Letecká i silniční doprava je opravdu nevyhovující a hotely s restauracemi jsou pod úroveň mezinárodních standardů. I když v Jemenu v posledních letech[kdy?] roste turismus, pořád není zdaleka na takové úrovni, jak by si představovali. To je cesta, která by mohla pomoci této nestabilní zemi ke zvýšení ekonomické konkurenceschopnosti s ostatními státy. Samozřejmě se nebudou moci rovnat se světovými velmocemi. 
Největší hospodářské činnosti se soustředí v přístavním městě Aden na jihu Jemenu. Aden byl významným místem námořního tranzitního obchodu. To se však změnilo s uzavřením Suezského průplavu v roce 1967. To bylo důsledkem šestidenní války, kdy průplav tvořil hranici mezi Egyptem a Izraelem okupovaným Sinajem. Po válce zůstal průplav uzavřen až do roku 1975.

## Zemědělství

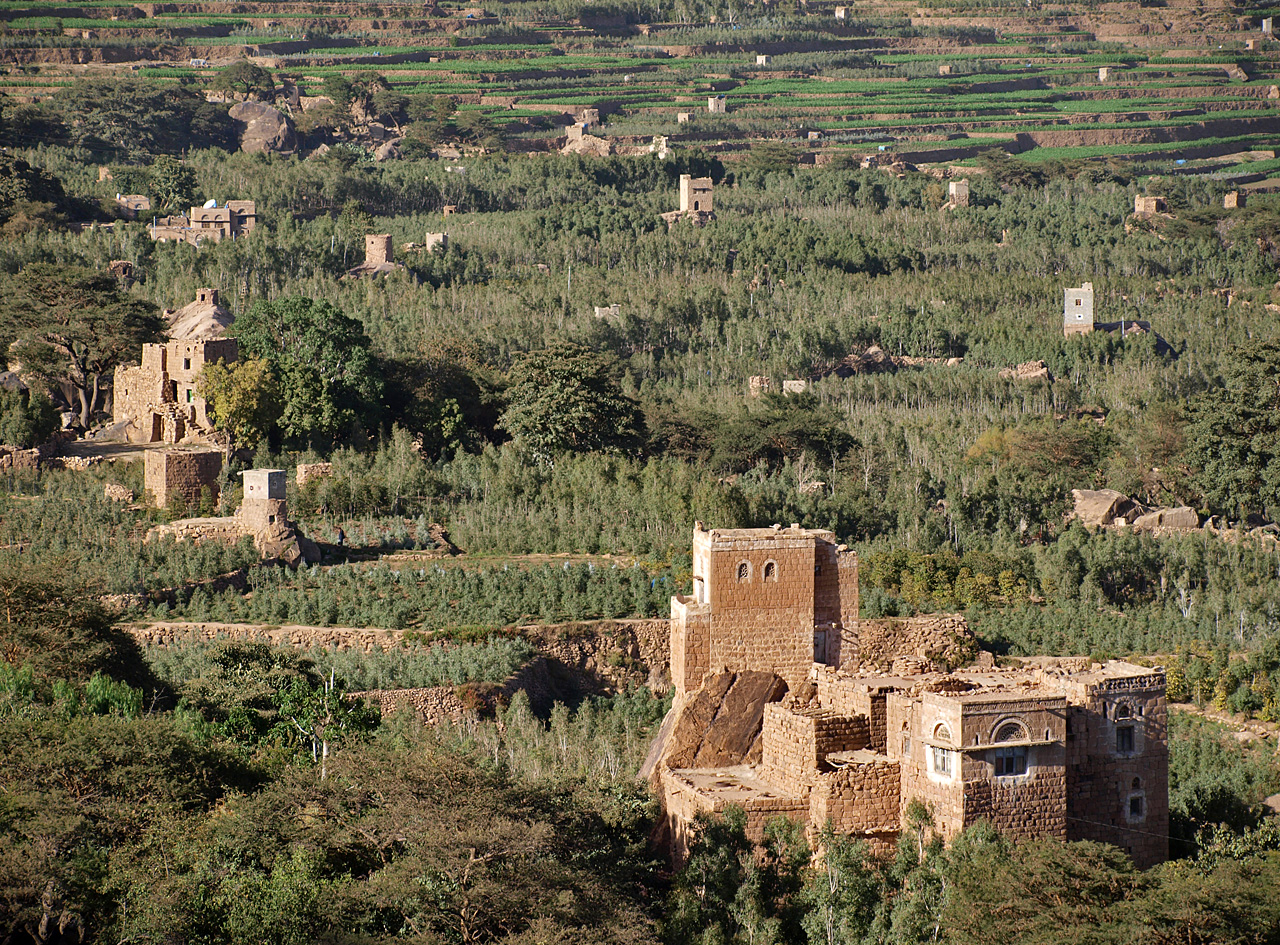
Pěstování Katy na západě Jemenu poblíž At Tawilah

Jak již bylo zmíněno, v dřívější době se na tvorbě HDP podílelo nejvyšší měrou zemědělství. V poslední době[kdy?] došlo k ústupu, což bylo zapříčiněno životním prostředím. Docházelo k erozím, odlesňování, tvorby písečných dun, ale největším problémem je nedostatek vody. Musejí tedy využívat podzemí vody, která se ovšem velice rychle vyčerpá. V Jemenu klesne hladina podzemních vod až o 2 metry za rok. Podle centrální banky se na tvorbě HDP v roce 2005 podílela 5,8% narkotická rostlina kata. Podle světové banky pěstování této rostliny hraje důležitou roli při tvorbě zemědělské ekonomiky Jemenu.

## Finančnictví a bankovnictví
Podle ekonomů je zde nedostatečně rozvinutý sektor finančních služeb. Jemen nemá žádné burzy cenných papírů. Bankovní systém se skládá z Centrální banky a dalších 4 islámských, 4 soukromých a 2 státních bank. Centrální banka dohlíží na převod měn v zahraničí. Národní banka, která je plně vlastněna státem prochází restrukturalizací s případnou privatizací. Velké množství špatných úvěrů, nízká kapitalizace a slabý výkon regulačních norem brání rozvoji bankovnímu systému v Jemenu. To má dopad ne celkovou ekonomiku země. 

## Zahraniční investice
Jemen nemá burzu cenných papíru, a proto došlo k omezení portfoliových investic. Někdy kolem roku 1990 byly přímé zahraniční investice na svém vrcholu, protože zahraniční investoři využívali zdejší zásoby ropy. S ubývajícími zásobami ropy také ubývali zahraniční investice a těžko říct, zda v budoucnu najde Jemen nějaké odvětví, aby přilákalo zahraniční investory.